# 格韦哈尔
格韦哈尔，是西班牙安达卢西亚自治区格拉纳达省的一个市镇。总面积10平方公里，
2001年普查人口總數為1748人，人口密度為每平方公里175人。